# Dimăcheni
Dimăcheni – wieś w Rumunii, w okręgu Botoszany, w gminie Dimăcheni. W 2011 roku liczyła 1042 mieszkańców.